# Сушено месо
Сушено месо и сувомеснати производи представљају традиционалне начине конзервирања меса помоћу соли, димљења и сушења који се користе широм света. Ови производи настали су из практичне потребе за очувањем меса пре појаве модерних технологија хлађења, а данас представљају важан део кулинарских традиција многих народа.

## Историјат
Традиција сушења меса сеже у праисторију, када су људи открили да со, дим и сушење могу значајно продужити рок трајања меса. Археолошки налази показују да су се технике сушења меса користиле у различитим цивилизацијама широм света већ пре неколико хиљада година. Древни Египћани, Римљани и Кинези развили су софистициране методе конзервирања меса које су омогућиле дуготрајно складиштење и транспорт хране.

## Технологија производње
Основни процес производње сувомеснатих производа укључује неколико кључних фаза:
- Селекција меса - користи се квалитетно месо без вишка масти, обично од младих животиња
- Саламурење - месо се третира сољу и зачинима у контролисаним условима
- Димљење - месо се излаже диму од одређених врста дрвета (буква, храст, јабука)
- Сушење - контролисано уклањање влаге на ваздуху уз одржавање оптималне температуре и влажности
- Зрење - финални процес развоја укуса и текстуре који може трајати недељама или месецима

## Српски сувомеснати производи

### Кулен
Кулен је традиционални сувомеснати производ Војводине, врста кобасице која се прави од најквалитетнијег свињског меса зачињеног паприком, биберем и белим луком. Процес производње траје неколико месеци и укључује димљење на буковом дрвету и природно сушење. Лемешки кулен је од 2014. године заштићен као производ са ознаком географског порекла. Кулен се одликује интензивним црвеним бојом, специфичним укусом и ароматом који потиче од традиционалних зачина.

### Сланина
Сланина представља једну од најстаријих врста сушеног меса у Србији, направљену од свињског меса које је осушено помоћу соли у расолу или сувом паковању. Традиционална српска сланина се прави од масног дела свиње, соли се неколико недеља, а затим диме и суши на хладном ваздуху. Квалитетна сланина има беличасту до розикасту боју са јасно издвојеним слојевима масти и меса.

### Печеница
Божићна печеница представља главно јело традиционалне божићне трпезе, обично направљена од младе свиње или јагњета које се ритуално коље на Туциндан. Печеница се припрема пецањем на ражњу или у рерни, зачињава се солју, биберем и ароматичним зачинима. Овај обичај има дубоке корене у српској традицији и представља симбол изобиља и породичног окупљања током најважнијих хришћанских празника.

### Златиборска пршута
Златиборска пршута је заштићени бренд Србије са ознаком географског порекла од 2014. године. Производи се у златиборском селу Мачкат од 1885. године по традиционалним методама које се преносе из генерације у генерацију. Прави се од најквалитетнијих делова јунећег меса која се соле, диме сувим буковим дрветом и суше на хладном планинском ваздуху златиборског краја.

## Светски сувомеснати производи

### Африка
- Алија - традиционално сушено месо из Кеније које се припрема сушењем на интензивном афричком сунцу. Месо се исеца на танке траке и зачињава локалним зачинима пре сушења.
- Билтонг - сушено месо које потиче из јужне Африке, настало под утицајем холандских колониста. Прави се од говедине, дивљачи или страусовог меса које се мариновано у сирћету и зачинима пре сушења.
- Килиши - сушено, зачињено нигеријско месо прекривено густим сосом од кикирикија и других локалних зачина. Представља популарну уличну храну у северној Нигерији.
- Рукури - сушено месо прекривено медом из централног региона Кеније, које се традиционално припрема за посебне прилике и церемоније.

### Азија
- Баква (rougan) - кинески слано-слатки листови сушеног меса који се праве од свињетине или говедине. Месо се мариновано у соји сосу, шећеру и зачинима, а затим сушено до постизања карактеристичне текстуре.[5]
- Идијирачи - традиционални деликатес из индијске државе Керала направљен од сушеног бивољег меса које се туче и цепка у влакна пре зачињавања локалним зачинима.
- Каваб - сушено, зачињено месо заједнице Хајдерабад у Индији, које се припрема по посебним рецептима са мешавином оријенталних зачина.
- По - сушено месо у корејској кухињи које се традиционално прави од говедине или свињетине
- Јукпо - специјално припремљена сушена говедина у корејској кухињи која се служи као грицкалица или додатак оброцима
- Сукути - сушено, зачињено месо заједнице Невари у Непалу, које се припрема од јака или биволе са традиционалним хималајским зачинима

### Европа
- Бресаола - сушена слана говедина из долине Валтелина у северној Италији, која се прави од најквалитетнијих делова говеђег меса и зри неколико месеци у контролисаним условима.
- Брези - традиционални производ који се прави у швајцарском кантону Јура и француском департману Дубс, карактеристичан по својој тамној боји и интензивном укусу.
- Биндерфлајш - сушено месо из швајцарског кантона Граубинден, које се прави по строгим традиционалним стандардима и представља заштићени регионални производ.
- Фенолор - слана, сушена овчја бут из Норвешке која се припрема током зимских месеци и представља традиционално јело норвешке кухиње.
- Пастирма - сушено слано и зачињено месо распрострањено у Јерменији, Грчкој, Турској и на Балкану, које се одликује карактеристичним зачинима и дугим процесом зрења.
- Раухфлајш - слано и хладно димљено месо популарно у немачкој, аустријској и баварској кухињи, које се служи као деликатес.

### Америке
- Карне де сол - бразилска сушена слана говедина која се припрема сушењем на тропском сунцу североистока Бразила. Представља основну намирницу у регионалној кухињи.
- Карне сека - мексичко сушено месо које се припрема од говедине исечене на танке траке и осушене на сунцу или у специјалним сушарама.
- Чарки - традиционални јужноамерички производ направљен од меса ламе или алпаке, који представља важан извор протеина у андским регионима.[6]
- Џерки - северноамерички производ од меса очишћеног од масти, исеченог на траке, маринованог и осушеног или димљеног. Популаран је као здрава грицкалица.
- Пемикан - традиционална мешавина меса домородачких народа Северне Америке, понекад са сушеним воћем, која представља концентровани извор енергије.

### Остали региони
- Борц - монголске траке сушене коњске или говеђе меса које се користе као храна за путовање или за преживљавање зиме. Често се меље у прах и меша са водом за прављење супе.
- Богоо - сушено и димљено месо, често од кариба, народа Дене из северне Канаде, које представља традиционални начин конзервирања меса у арктичким условима.
- Куивалиха - финско сушено слано месо, често од ирваса, које се припрема у северним деловима Финске по традиционалним лапонским методама.
- Гакај - азербејџанско месо сушено на сунцу или у рерни из региона Гах, које се одликује специфичним укусом и ароматом.

## Нутритивна вредност
Сувомеснати производи су богати протеинима високе биолошке вредности и имају дуг рок трајања. Процес сушења концентрише хранљиве материје, што чини ове производе енергетски густим изворима хране са високим садржајем протеина, витамина Б комплекса и минерала попут гвожђа и цинка. Међутим, многи сувомеснати производи садрже високе нивое натријума због процеса сољења.

## Безбедност хране
Правилна производња сувомеснатих производа захтева строгу контролу температуре, влажности и хигијенских услова како би се спречио развој штетних микроорганизама попут салмонеле, листерије и других патогена. Модерни производни процеси укључују HACCP стандарде и друге системе безбедности хране који обезбеђују квалитет и безбедност финалних производа.

## Економски значај
Индустрија сувомеснатих производа представља значајан сектор прехрамбене индустрије широм света. У Србији, извоз сувомеснатих производа доприноси националној економији, при чему се посебно истичу златиборска пршута и војвођански кулен као препознатљиви брендови на међународном тржишту.

## Галерија
- Традиционална пушница за димљење меса
- Месо које се суши на ваздуху